# Xarxes sensibles al temps
Xarxes sensibles al temps (TSN de Time-Sensitive Networking) és un conjunt d'estàndards que està desenvolupant el grup de treball Time-Sensitive Networking del grup de treball IEEE 802.1. El grup de treball de TSN es va formar el novembre de 2012 canviant el nom del grup de tasques de pont d'àudio i vídeo existent i continuant la seva feina. El nom va canviar com a conseqüència de l'ampliació de l'àrea de treball del grup d'estandardització. Els estàndards defineixen mecanismes per a la transmissió temporal de dades a través de xarxes Ethernet deterministes.
La majoria dels projectes defineixen extensions a l'IEEE 802.1Q – Bridges and Bridged Networks, que descriu les LAN virtuals i els commutadors de xarxa. Aquestes extensions, en particular, aborden la transmissió amb una latència molt baixa i una alta disponibilitat. Les aplicacions inclouen xarxes convergents amb transmissió d'àudio/vídeo en temps real i fluxos de control en temps real que s'utilitzen en aplicacions d'automoció i instal·lacions de control industrial.

## Rerefons
L'equip estàndard de xarxa de tecnologia de la informació no té concepte de "temps" i no pot proporcionar sincronització i sincronització de precisió. El lliurament de dades de manera fiable és més important que el lliurament en un temps específic, de manera que no hi ha cap restricció de retard o precisió de sincronització. Fins i tot si el retard mitjà del salt és molt baix, els retards individuals poden ser inacceptablement alts. La congestió de la xarxa es gestiona mitjançant l'acceleració i la retransmissió de paquets abandonats a la capa de transport, però no hi ha cap mitjà per evitar la congestió a la capa d'enllaç. Les dades es poden perdre quan els buffers són massa petits o l'amplada de banda és insuficient, però l'excés de memòria intermèdia augmenta el retard, que és inacceptable quan calen retards deterministes baixos.
Els diferents documents dels estàndards AVB/TSN especificats per IEEE 802.1 es poden agrupar en tres categories bàsiques de components clau que calen per a una solució completa de comunicació en temps real basada en xarxes Ethernet commutades amb qualitat de servei determinista (QoS) per punt a punt. connexions. Totes i cadascuna de les especificacions estàndard es poden utilitzar per si soles i són en la seva majoria autosuficients. Tanmateix, només quan s'utilitzen conjuntament de manera concertada, TSN com a sistema de comunicació pot assolir tot el seu potencial. Els tres components bàsics són:
1. Sincronització del temps: tots els dispositius que participen en la comunicació en temps real han de tenir una comprensió comuna del tempsFigura 3: jerarquia de rellotge 802.1AS
2. Programació i configuració del trànsit: tots els dispositius que participen en la comunicació en temps real compleixen les mateixes regles per processar i reenviar paquets de comunicació.
3. Selecció de vies de comunicació, reserves de camins i tolerància a errors: tots els dispositius que participen en la comunicació en temps real s'adhereixen a les mateixes regles en seleccionar vies de comunicació i en reservar ample de banda i intervals de temps, possiblement utilitzant més d'un camí simultània per aconseguir errors. tolerància

Les aplicacions que necessiten una xarxa determinista que es comporti de manera previsible inclouen àudio i vídeo, definits inicialment en Audio Video Bridging (AVB); xarxes de control que accepten entrades de sensors, realitzen processaments de bucle de control i inicien accions; xarxes crítiques per a la seguretat que implementen la redundància de paquets i enllaços; i xarxes de mitjans mixts que gestionen dades amb diferents nivells de sensibilitat i prioritat en el temps, com ara xarxes de vehicles que admeten el control climàtic, la informació d'entreteniment, l'electrònica corporal i l'assistència al conductor. La suite IEEE AVB/TSN serveix com a base per a les xarxes deterministes per satisfer els requisits comuns d'aquestes aplicacions.

Figura 2 - Connexions AVB

## Temporització i sincronització IEEE 802.1AS per a aplicacions sensibles al temps
IEEE 802.1AS-2011 defineix el perfil Generalized Precision Time Protocol (gPTP) que, com tots els perfils de IEEE 1588, selecciona entre les opcions de 1588, però també generalitza l'arquitectura per permetre que PTP s'apliqui més enllà de les xarxes Ethernet cablejades.
Per tenir en compte els retards del camí de dades, el protocol gPTP mesura el temps de residència de trama dins de cada pont (el temps necessari per rebre, processar, posar en cua i transmissió de la informació de cronometratge des dels ports d'entrada als ports de sortida) i la latència d'enllaç de cada salt (un retard de propagació entre dos ponts adjacents). Aquests retards calculats es fan referència després al rellotge GrandMaster (GM) en un pont triat pel Best Master Clock Algorithm, un protocol d'arbre que abasta el rellotge amb el qual tots els dispositius Clock Master (CM) i punt final intenten sincronitzar-se. Qualsevol dispositiu que no es sincronitzi amb els missatges de sincronització es troba fora dels límits del domini de sincronització (figura 2).
La precisió de la sincronització depèn de mesures precises del retard de l'enllaç i del temps de residència del fotograma. 802.1AS utilitza "sintetonització lògica", on s'utilitza una relació entre les freqüències del rellotge local i el rellotge GM per calcular el temps sincronitzat, i una relació entre les freqüències del rellotge local i GM per calcular el retard de propagació.
IEEE802.1AS-2020 introdueix una precisió de mesurament del temps millorada i suport per a diversos dominis de temps per a la redundància.

## Normes
| Estàndard                  | Nom | Data de publicació |
| -------------------------- | --- | ------------------ |
| IEEE 802.1BA-2021          | Perfil TSN per a sistemes de pont d'àudio i vídeo (AVB).                                                                              | 12 Desembre 2021   |
| IEEE 802.1AS-2020          | Temporització i sincronització per a aplicacions sensibles al temps (gPTP)                                                            | 30 gener 2020      |
| IEEE 802.1AS-rev           | Temporització i sincronització per a aplicacions sensibles al temps (gPTP)                                                            | 5 juny 2023        |
| IEEE 802.1ASdm             | Temporització i sincronització per a aplicacions sensibles al temps - Hot Standby                                                     | 8 juliol 2024      |
| IEEE 802.1ASds             | 802.3 Clàusula 4 Control d'accés als mitjans (MAC) que funciona en semidúplex                                                         | 16 juliol 2024     |
| IEEE 802.1ASeb             | Ús opcional d'anunci | 13 març 2024       |
| IEEE 802.1Qav-2009         | Millores de reenviament i cua per a fluxos sensibles al temps                                                                         | 5 gener 2010       |
| IEEE 802.1Qat-2010         | Protocol de reserva de fluxos (SRP)                                                                                                   | 30 setembre 2010   |
| IEEE 802.1aq-2012          | Pont del camí més curt (SPB) | 29 març 2012       |
| IEEE 802.1Qbp-2014         | Camins múltiples d'igualtat de cost (per a un pont del camí més curt)                                                                 | 27 març 2014       |
| IEEE 802.1Qbv-2015         | Millores per al trànsit programat | 18 març 2016       |
| IEEE 802.1Qbu-2016         | Preempció de trames (requereix IEEE 802.3br Interspersing Express Traffic)                                                            | 30 agost 2016      |
| IEEE 802.1Qca-2015         | Control i reserva de camins | 11 març 2016       |
| IEEE 802.1Qch-2017         | Cua cíclica i reenviament | 28 juny 2017       |
| IEEE 802.1Qci-2017         | Filtrat i control per flux | 28 setembre 2017   |
| IEEE 802.1Qcc-2018         | Millores del protocol de reserva de fluxos (SRP) i millores de rendiment                                                              | 31 October 2018    |
| IEEE 802.1Qcy-2019         | Protocol de descoberta i configuració de la interfície d'estació virtual (VSI) (VDP)                                                  | 4 juny 2018        |
| IEEE 802.1Qcr-2020         | Formació asíncrona del trànsit | 6 novembre 2020    |
| IEEE 802.1Q-2022           | Ponts i xarxes pontades (incorpora 802.1Qav/at/aq/bp/bv/bu/ca/ci/ch/cc/cy/cr i altres esmenes)                                        | 22 desembre 2022   |
| IEEE 802.1Q-Rev            | Ponts i xarxes pontades (incorpora 802.1Qcz/Qcj i altres esmenes)                                                                     | 16 agost 2023      |
| IEEE 802.1Qcj              | Connexió automàtica als serveis de pont troncal del proveïdor (PBB).                                                                  | 17 novembre 2023   |
| IEEE 802.1Qcz              | Aïllament de congestió | 4 agost 2023       |
| IEEE 802.1Qdd              | Protocol d'assignació de recursos | 10 març 2024       |
| IEEE 802.1Qdj-2024         | Millores de configuració per a TSN | 31 maig 2024       |
| IEEE 802.1Qdq              | Configuració dels paràmetres del modelador per a trànsit intens que requereix una latència limitada                                   | 4 juny 2024        |
| IEEE 802.1Qdt              | Millores de control de flux basades en prioritats                                                                                     | 17 juliol 2024     |
| IEEE 802.1Qdv              | Millores a la cua i el reenviament cíclics                                                                                            | 14 novembre 2023   |
| IEEE 802.1Qdw              | Control de flux de font | 21 setembre 2023   |
| IEEE 802.1AB-2016          | Descobriment de connectivitat de control d'accés a estacions i mitjans (Link Layer Discovery Protocol (LLDP))                         | 11 març 2016       |
| IEEE 802.1ABdh-2021        | Descobriment de connectivitat de control d'accés a estacions i mitjans: suport per a unitats de dades de protocol multiframe (LLDPv2) | 21 setembre 2021   |
| IEEE 802.1AX-2020          | Agregació d'enllaços | 29 maig 2020       |
| IEEE 802.1CB-2017          | Replicació i eliminació de fotogrames per fiabilitat                                                                                  | 27 October 2017    |
| IEEE 802.1CBdb-2021        | Funcions d'identificació de flux ampliades FRER                                                                                       | 22 setembre 2021   |
| IEEE 802.1CM-2018          | Xarxes sensibles al temps per a Fronthaul                                                                                             | 8 juny 2018        |
| IEEE 802.1CMde-2020        | Millores als perfils de Fronthaul per donar suport a la nova interfície,                                                              | 16 October 2020    |
| IEEE 802.1CS-2020          | Link-Protocol de registre local | 3 desembre 2020    |
| IEEE 802.1CQ               | Assignació d'adreces locals i multidifusió                                                                                            | 31 juliol 2022     |
| IEEE 802.1DC               | Qualitat de la prestació del servei per sistemes de xarxa                                                                             | 15 juliol 2024     |
| IEEE 802.1DF               | Perfil TSN per a xarxes de proveïdors de serveis                                                                                      | 21 desembre 2020   |
| IEEE 802.1DG               | Perfil TSN per a comunicacions Ethernet d'automoció dins del vehicle                                                                  | 20 març 2024       |
| IEEE 802.1DP / SAE AS 6675 | TSN per a comunicacions Ethernet a bord aeroespacials                                                                                 | 6 maig 2024        |
| IEEE 802.1DU               | Ponts de reenviament i xarxes pontades                                                                                                | 3 juliol 2024      |
| IEC/IEEE 60802             | Perfil TSN per a l'automatització industrial                                                                                          | 29 abril 2024      |